# Gerrit
Gerrit als Männername ist friesisch-niederfränkischen Ursprungs und ist vor allem in den Niederlanden wie auch im nordfriesischen und ostfriesischen Nordseeraum gebräuchlich. Er ist eine Kurzform von Gerhard. Andere Schreibweisen sind Gerit und Geritt. Nebenformen dazu sind Gerret, Gerrie, Gerriet, Gerridt, Gerrid und Garrit.
Der Frauenvorname Gerrit oder Gerit ist die Kurzform von Geralde. Der Vorname Gerrit für Mädchen wurde in der Vergangenheit von deutschen Gerichten teilweise untersagt.

## Weibliche Namensträger
- Gerrit Große (* 1954), deutsche Politikerin
- Gerrit Huy (* 1953), deutsche Politikerin
- Gerit Kling (* 1965), deutsche Schauspielerin
- Gerit Kopietz (* 1963), deutsche Autorin

## Männliche Namensträger
- Gerrit Achterberg (1905–1962), niederländischer Dichter
- Gerrit Adriaenszoon Berckheyde (1638–1698), niederländischer Maler
- Gerrit Bouwmeester (1892–1961), niederländischer Fußballspieler
- Gerrit Bol (1906–1989), niederländischer Mathematiker
- Gerrit Braun (* 1967), Mitbegründer des Miniatur Wunderlands in Hamburg
- Gerrit Brösel (* 1972), deutscher Wirtschaftswissenschaftler und Hochschullehrer
- Gerrit Derkowski (* 1969), deutscher Journalist
- Gerrit Deutschländer (* 1975), deutscher Historiker
- Gerrit Dou (1613–1675), niederländischer Maler, Schüler Rembrandts, siehe Gerard Dou
- Gerrit Elser (* 1970), deutscher Politiker
- Gerrit Engelke (1890–1918), deutscher Dichter
- Gerrit Glomser (* 1975), österreichischer Radrennfahrer
- Gerrit Grass (eigentlich Gerrit Grassl, * 1969), deutscher Schauspieler
- Gerrit Grijns (1865–1944), niederländischer Forscher
- Gerrit Hatcher (* ≈1985), US-amerikanischer Jazz- und Improvisationsmusiker
- Gerrit Heesemann (Lotto King Karl; * 1967), deutscher Musiker und Moderator
- Gerrit Hohendorf (1963–2021), deutscher Psychiater und Medizinhistoriker
- Gerrit Holtmann (* 1995), deutscher Fußballspieler
- Gerrit Klein (Schauspieler) (* 1991), deutscher Schauspieler und Songwriter
- Gerrit Komrij (1944–2012), niederländischer Schriftsteller und Dichter
- Gerrit Meinke (* 1967), deutscher Fußballspieler
- Gerrit Müller (* 1984), deutscher Fußballspieler
- Gerrit Nieberg (* 1993), deutscher Springreiter
- Gerrit Claesz Pool (1651–1710), niederländischer Schiffbauer
- Gerrit Rietveld (1888–1964), niederländischer Architekt und Designer
- Gerrit Schimmelpenninck (1794–1863), erster niederländischer Kanzler
- Gerrit Schmidt-Foß (* 1975), deutscher Schauspieler und Synchronsprecher
- Gerrit Schulte (1916–1992), niederländischer Radrennfahrer
- Gerrit de Vries (Politiker) (1818–1900), niederländischer Politiker
- Gerrit de Vries (Radsportler) (* 1967), niederländischer Radrennfahrer
- Gerrit Jacob de Vries (1905–1990), niederländischer Altphilologe und Philosophiehistoriker
- Gerit Winnen (* 1974), deutscher Handballspieler
- Gerrit Zalm (* 1952), niederländischer Finanz- und Premierminister
- Gerrit Zitterbart (* 1952), deutscher Pianist und Hochschullehrer
- Jilles Gerrit Bijl (* 1958), niederländischer Politiker (D66) und Diplomat, siehe Jules Bijl